# 제이든 스미스
제이든 스미스(영어: Jaden Smith, 1998년 7월 8일 ~ )는 미국의 래퍼, 가수이다. 배우 윌 스미스의 아들이다.

## 음반 목록
- Syre (2017)
- Erys (2019)
- CTV3: Cool Tape Vol. 3 (2020)

## 출연 작품

### 영화
- 행복을 찾아서
- 지구가 멈추는 날
- 베스트 키드
- 저스틴 비버: 네버 세이 네버
- 애프터 어스
- 엔터갤럭틱 - 조던 역

### 텔레비전
- 겟 다운
- 내슈빌